# Weimar (Adelsgeschlecht)

Wappen der Grafschaft von Orlamünde

Weimar, auch Weimar-Orlamünde, war ein bedeutendes Hochadelsgeschlecht, das vom 10. bis zum 12. Jahrhundert im heutigen Thüringen blühte. Seine Angehörigen herrschten über die Grafschaft Weimar und die daraus hervorgegangene Grafschaft Weimar-Orlamünde mit den territorial nicht verbundenen Zentren Weimar an der Ilm und Orlamünde an der Saale. Zudem brachte das Adelsgeschlecht Markgrafen von Meißen, Krain und Istrien hervor.

## Geschichte

### Grafen von Weimar und Orlamünde
Die Ursprünge des Weimarer Grafengeschlechts sind unbekannt, jedoch wird eine Verwandtschaft zu den Babenbergern vermutet. Als erster Graf von Weimar ist Wilhelm I. bekannt, der im Jahr 949 zum ersten Mal erwähnt wird, als er seinem Sohn Wilhelm II. den von Kaiser Otto III. zur Verwaltung überlassenen Gau Husitin (Orlamünde) übertrug.
Graf Wilhelm II. huldigte 1002 dem König Heinrich II. und erzielte damit den Wegfall des Schweinezinses, den die Thüringer seit dem Untergang des Königreichs Thüringen im Jahr 531 in Gestalt von 500 Schweinen an die Zentralgewalt des Reichs alljährlich zu entrichten hatten. Unter Wilhelm II., dem Großen (regierte 963–1003), werden die Grafen von Weimar zu einem der mächtigsten Adelsgeschlechter im thüringischen Raum.

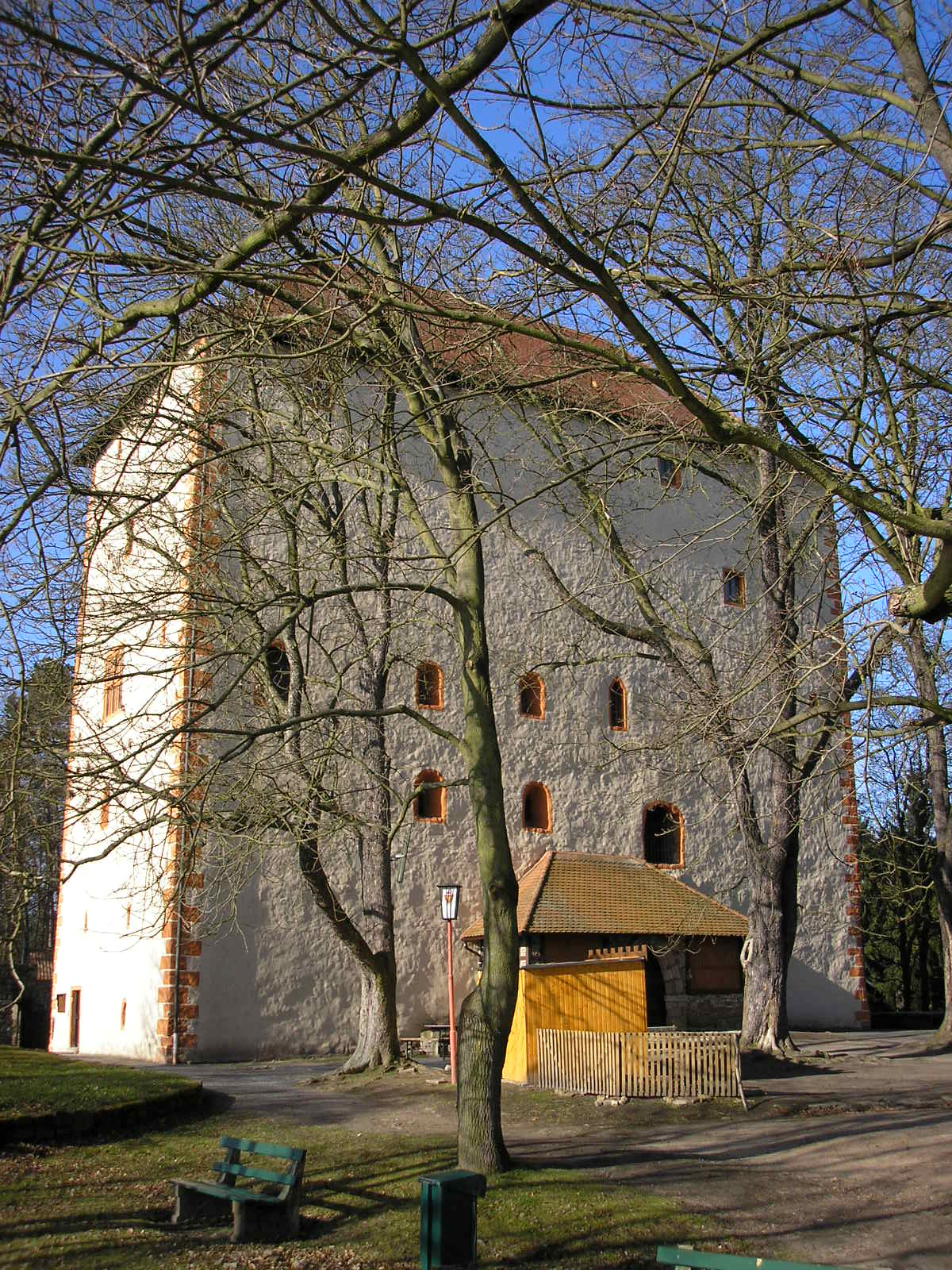
Kemenate Orlamünde
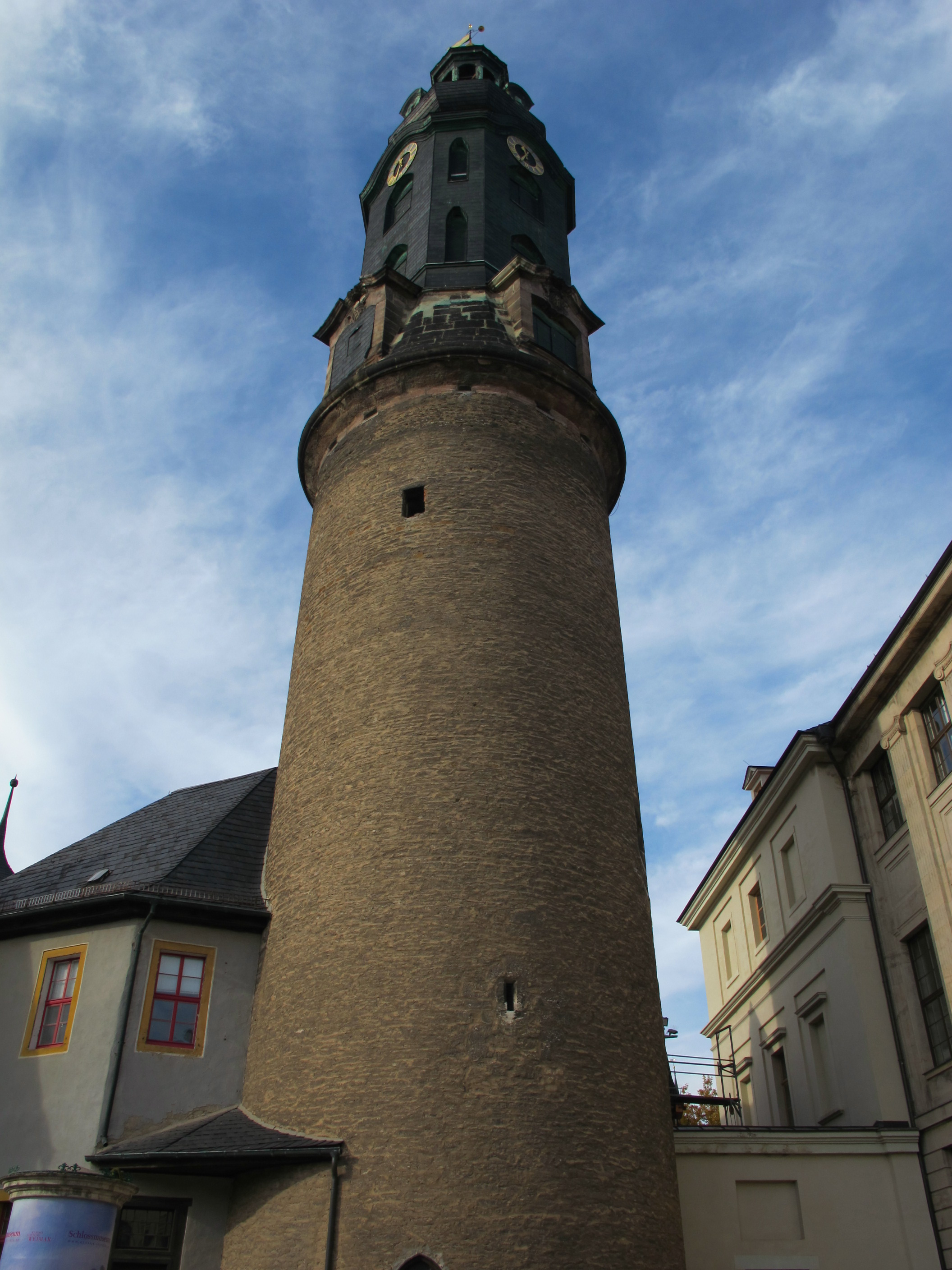
Bergfried des Weimarer Stadtschlosses

Wilhelm IV. (regierte 1039–1062) gelang es, die Pfalzgrafschaft Sachsen und die Markgrafschaft Meißen zu erwerben. Auf Wilhelm IV., der kinderlos verstarb, folgte sein jüngerer Bruder Otto I. (regierte 1062–1067). Schon bevor er 1062 die Grafschaft Weimar geerbt hatte, erwarb er die Grafschaft Orlamünde. Er vereinigte die beiden Territorien. Seitdem sprach man von der Grafschaft Weimar-Orlamünde, die, zumindest in ihrem Weimarer Landesteil, bis 1365 existierte.
Am 13. Mai 1112 starb mit Ulrich II. von Weimar und Orlamünde der letzte Graf von Weimar-Orlamünde aus der Weimarer Linie. König Heinrich V. versuchte danach, letztlich allerdings vergeblich, alle dessen Allodien einzuziehen. Der Pfalzgraf bei Rhein Siegfried I. beanspruchte die Grafschaft als Sohn der Erbtochter Adelheid von Weimar-Orlamünde. Nach jahrelangem Erbfolgekrieg konnten sich seine askanischen Verwandten schließlich auch durchsetzen und begründeten damit die Askanier-Seitenlinie Weimar-Orlamünde, die die Grafschaft danach noch etwa zweieinhalb Jahrhunderte beherrschte.

### Markgrafen von Istrien und Krain
Ein Zweig der Grafen von Weimar war auch im Südosten des Reiches sehr engagiert: Von Poppo I. bis zum Aussterben der älteren Weimarer Linie mit Ulrich II. 1112 hatten die Weimarer zeitweise die Markgrafenämter in Istrien und Krain inne. Graf Berthold II. von Andechs und Plassenburg legte mit diesem Besitz, in den er durch Heirat mit der Weimar-Orlamündaer Erbtochter Sophie von Istrien gekommen war, den Grundstein für das reichspolitisch bedeutsame Herzogtum Meranien, mit dem sein Enkel, Berthold IV., schließlich belehnt wurde.

## Stammliste
Wilhelm I. († 16. April 963)
- Wilhelm II. der Große (* um 930/35; † 24. Dezember 1003) ab 963 Graf von Weimar, ab 1002 Herzog in Thüringen
  - Wilhelm III. († 1039), ⚭ Oda, vermutlich Tochter des Markgrafen Thietmar II. von der Lausitz
    - Wilhelm IV. (Weimar) († 1062), verlobt mit Sophia von Ungarn, Tochter von König Béla I. (Ungarn)
    - Otto I. († 1067)
      - Adelheid von Weimar-Orlamünde, Erbtochter
      - Kunigunde von Weimar-Orlamünde (1055–1140)

    - Aribo, Diakon, 1070 ermordet

  - Poppo I. († um 1044), Graf von Weimar, Markgraf von Istrien (1012–1044), ⚭ Hadamut († nach 1040), Erbtochter des Grafen Werigant von Istrien-Friaul († 1051) und der Willibirg, Tochter von Graf Ulrich von Ebersberg (Sieghardinger)
    - Ulrich I. († 1070), Markgraf von Krain (1058–1070), Markgraf von Istrien (1060–1070), ⚭ nach 1062 Sophia von Ungarn († 1095)
      - Ulrich II. († 1112, Erlöschen der älteren Linie Weimar im Mannesstamm), Graf von Weimar, ⚭ vor 1102 Adelheid von Thüringen († 1146), Tochter von Graf Ludwig dem Springer, verstoßen
      - Poppo II. († 1098/1101/1103), bis 1093 Markgraf von Istrien, ⚭ Richgard/Richardis († um 1130), Tochter von Engelbert I. (Spanheim) († 1096)
        - Sophie von Istrien († 1132) ⚭ Berthold II. († 1151) Graf von Dießen-Andechs-Plassenburg-Kulmbach
          - Poppo († 1148)
          - Berthold III. († 1188), 1173 Markgraf von Istrien
          - Otto († 1196), Bischof von Brixen, Bischof von Bamberg

        - Hedwig (Hadwig) († 1162) „von Windberg“, ⚭ Graf Albert II. von Bogen († 1146)
        - Poppo III. († 1141, kinderlos), nicht gesichert

      - Richardis ⚭ Graf Otto II. von Scheyern († um 1110)
        - Pfalzgraf Otto I. von Wittelsbach

      - Adelheid, ⚭ I. Domvogt Friedrich II. von Regensburg, ⚭ II. Graf Udalschalk im Lurngau († 1115) a. d. H. Grögling-Hirschberg
      - Walburga

  - Agnes ⚭ wahrscheinlich Friedrich I., Pfalzgraf von Sachsen
- Poppo
- Sigbert